# Aminata Ouédraogo
Aminata Ouédraogo is een Burkinees filmmaakster en activiste op het gebied van vrouwen in de filmindustrie. Ze studeerde aan de Universiteit van Ouagadougou en aan het Institut du Multimedia et Architecture de la Communication  in Parijs. In 1989 ontving zij de speciale prijs van het Panafrikaans Festival van Ouagadougou voor Film en Televisie voor L'impasse. In 1991 richtte zij de Association des femmes africaines professionnelles du cinéma, de la télévision et de la vidéo op, dat in 1995 hernoemd werd tot Union panafricaine des femmes de l'image. Tevens is zij adviseur voor de Minister voor Cultuur en Toerisme in haar land.

## Filmografie
- 1988: L'impasse
- 1991: A qui le tour?, documentaire
- 1992: Ak Patashi, documentaire
- 1992: Alcoolisme, documentaire